# برونو كورنيه
برونو كورنيه (مواليد 3 يوليو 1977) هو مبارز بالسيف باراغواياني، مثّل بلاده في الألعاب الأولمبية الصيفية 1996.

## روابط خارجية
برونو كورنيه على موقع أوليمبيديا (الإنجليزية)